# Dayenú

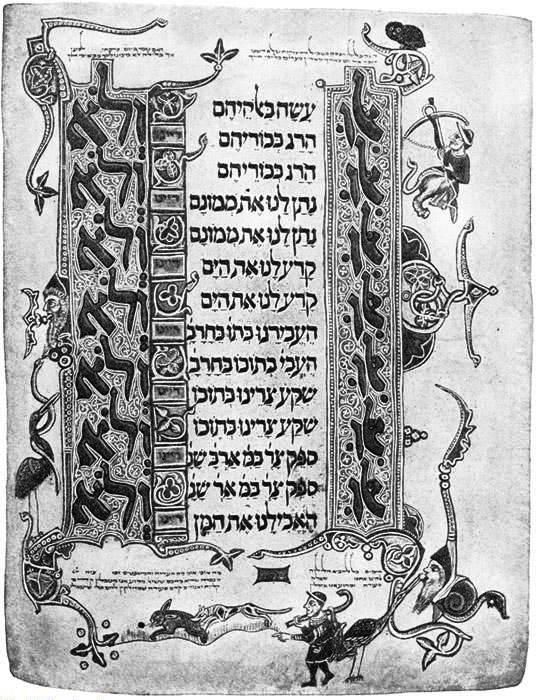
Arte sefardí. Hagadá Rylands: Dayenu, manuscrito hebreo miniado, Cataluña o Valencia, 1330 (Manchester, Biblioteca de la Universidad John Rylands, Ms. Hebreo 6, fols. 19v-20r). Versificación: "Ilu... ve lo... dayenu". El leitmotiv que figura en la porción reproducida en esta imagen con la popular canción pascual reitera la noción de que "Si [tal cosa hubiese ocurrido] pero no [hubiera ocurrido tal otra], [aun así eso] nos habría bastado [para continuar creyendo siempre en Dios].

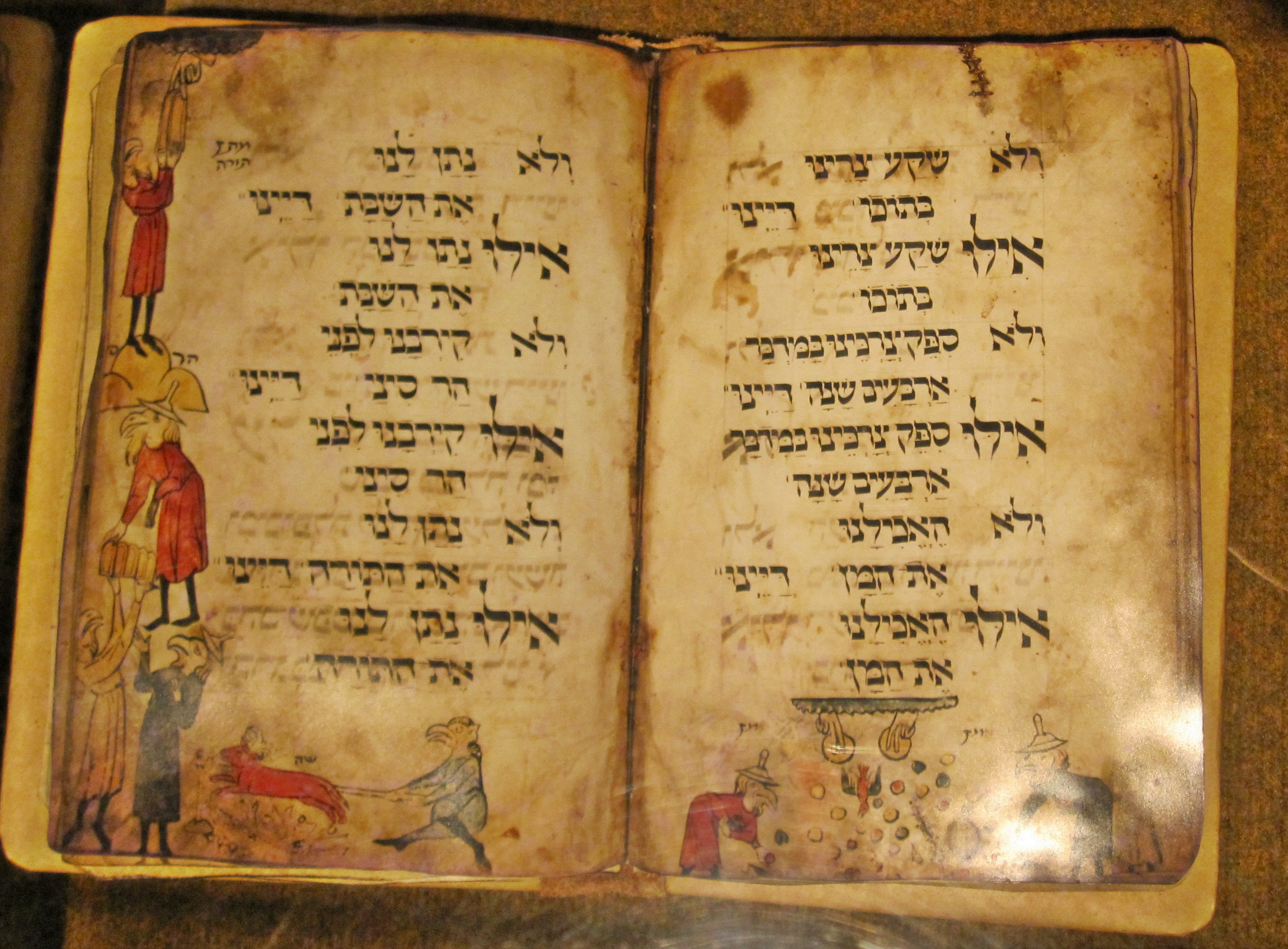
Arte asquenazí. Hagadá de los Pajaritos: Dayenu, manuscrito hebreo miniado, 1300. Museo de Israel, Jerusalén.

Dayenu (hebreo:דַּיֵּנוּ) es un canto que forma parte de la fiesta de Pesaj.  La palabra "Dayenu" significa  "nos hubiera bastado" o "nos habría sido suficiente". El texto completo de esta canción ya figura en una hagadá medieval que forma parte del Séder del Rav Amram y data del siglo IX.
Se trata de un canto de agradecimiento a Dios por todos los regalos y todos los favores que había dado al pueblo judío, como liberarlos de la esclavitud, darles la  Torá y el Shabat, y diciendo que, aunque no les hubieran sido dados, eso les habría bastado, en un acto de humildad ante Dios. Intenta mostrar el canto como Dios se ha portado con el pueblo judío.
Aparece escrito en el libro del hagadá después de narrar la historia del éxodo y justo antes de la explicación de la Pascua, matzá y maror. La palabra "day" en hebreo significa "suficiente" y "enu" significa "nosotros". 

## Las quince premisas
El canto del Dayenu involucra quince premisas que representan los quince regalos de Dios. Las primeras cinco hacen referencia a la libertad de la esclavitud y las siguientes describen los milagros que Dios hizo para los hebreos, y las últimas cinco hacen referencia a la relación de cercanía que Dios tiene con el pueblo judío. 
Cada premisa es presentada con un condicional afirmativo (si [hubiese ocurrido tal cosa]) seguido de otra en negativo (pero no [hubiera ocurrido tal otra]), culminando cada estrofa de la canción con un dayenú—expresión hebrea que significa "Nos habría bastado." 
Así, por ejemplo, la estrofa inicial de la canción es:

Si [Dios] nos hubiese sacado de Egipto,

Pero no hubiera hecho justicia sobre los egipcios:

Dayenú. / Nos habría bastado.

Los grupos de premisas consideradas a lo largo de la canción conciernen a:

### La Liberación
1) [Dios] nos hubiese sacado de Egipto.

2) hubiese impartido justicia sobre los egipcios.

3) hubiese impartido justicia sobre sus ídolos.

4) hubiese acabado con sus primogénitos.

5) hubiese dado sus riquezas.

### Los milagros
6) hubiese partido el mar para nosotros.

7) nos hubiese permitido cruzar y llegar a tierra firme.

8) hubiese ahogado a nuestros opresores.

9) nos hubiese suplido nuestras necesidades durante los cuarenta años por el desierto.

10) nos hubiese alimentado con el maná.

### La cercanía de Dios para con el pueblo de Israel
11) nos hubiese dado el Shabat.

12) nos hubiese acercado al Monte Sinaí.

13) nos hubiese dado la Torá.

14) nos hubiese ingresado en la Tierra Prometida.

15) nos hubiese construido el Templo.

## Los catorce versos del texto completo
|           | Traducción                                                                                 | Transliteración                             | Hebreo                         |
| --------- | ------------------------------------------------------------------------------------------ | ------------------------------------------- | ------------------------------ |
| Verso 1:  |                                                                                            |                                             |                                |
|           | Si [Dios] nos hubiese sacado de Egipto,                                                    | Ilu hotzianu mimitzrayim,                   | אִלּוּ הוֹצִיאָנוּ מִמִּצְרָיִם             |
|           | Pero no hubiera impartido justicia sobre los egipcios,                                     | v'lo asah bahem sh'fatim,                   | וְלֹא עָשָׂה בָּהֶם שְׁפָטִים              |
|           | — Nos habría bastado.                                                                      | dayeinu!                                    | דַּיֵּנוּ                           |
| Verso 2:  |                                                                                            |                                             |                                |
|           | Si hubiese impartido justicia sobre los egipcios,                                          | Ilu asah bahem sh'fatim                     | אִלּוּ עָשָׂה בָּהֶם שְׁפָטִים              |
|           | Pero no [hubiera impartido justicia] sobre sus ídolos,                                     | v'lo asah beloheihem,                       | וְלֹא עָשָׂה בֵּאלֹהֵיהֶם                |
|           | — Nos habría bastado.                                                                      | dayeinu!                                    | דַּיֵּנוּ                           |
| Verso 3:  |                                                                                            |                                             |                                |
|           | Si hubiese destruido sus ídolos,                                                           | Ilu asah beloheihem,                        | אִלּוּ עָשָׂה בֵּאלֹהֵיהֶם                |
|           | Pero no hubiera acabado con sus primogénitos,                                              | v'lo harag et b'shoreijem,                  | וְלֹא הָרַג אֶת בְּכוֹרֵיהֶם             |
|           | — Nos habría bastado.                                                                      | dayeinu!                                    | דַּיֵּנוּ                           |
| Verso 4:  |                                                                                            |                                             |                                |
|           | Si hubiese acabado con sus primogénitos,                                                   | Ilu harag et b'shoreijem,                   | אִלּוּ הָרַג אֶת בְּכוֹרֵיהֶם             |
|           | Pero no nos hubiera dado sus riquezas,                                                     | v'lo natan lanu et mamonam,                 | וְלֹא נָתַן לָנוּ אֶת מָמוֹנָם           |
|           | — Nos habría bastado.                                                                      | dayeinu!                                    | דַּיֵּנוּ                           |
| Verso 5:  |                                                                                            |                                             |                                |
|           | Si nos hubiese dado sus riquezas,                                                          | Ilu natan lanu et mamonam,                  | אִלּוּ נָתַן לָנוּ אֶת מָמוֹנָם           |
|           | Pero no hubiera partido el mar para nosotros,                                              | v'lo kara lanu et hayam,                    | ןלא קָרַע לָנוּ אֶת הַיָּם             |
|           | — Nos habría bastado.                                                                      | dayeinu!                                    | דַּיֵּנוּ                           |
| Verso 6:  |                                                                                            |                                             |                                |
|           | Si hubiese partido el mar para nosotros,                                                   | Ilu kara lanu et hayam,                     | אִלּוּ קָרַע לָנוּ אֶת הַיָּם             |
|           | Pero no nos hubiera permitido cruzar y llegar a tierra firme,                              | v'lo he'eviranu b'tojo bejaravah,           | וְלֹא הֶעֱבִירָנוּ בְּתוֹכוֹ בֶּחָרָבָה        |
|           | — Nos habría bastado.                                                                      | dayeinu!                                    | דַּיֵּנוּ                           |
| Verso 7:  |                                                                                            |                                             |                                |
|           | Si nos hubiese permitido cruzar y llegar a tierra firme,                                   | Ilu he'eviranu b'tojo bejaravah,            | אִלּוּ הֶעֱבִירָנוּ בְּתוֹכוֹ בֶּחָרָבָה        |
|           | Pero no hubiera ahogado a nuestros opresores en él,                                        | v'lo shika tzareinu b'tojo,                 | וְלֹא שִׁקַע צָרֵינוּ בְּתוֹכוֹ            |
|           | — Nos habría bastado.                                                                      | dayeinu!                                    | דַּיֵּנוּ                           |
| Verso 8:  |                                                                                            |                                             |                                |
|           | Si hubiese ahogado a nuestros opresores en él,                                             | Ilu shika tzareinu b'tojo,                  | אִלּוּ שִׁקַע צָרֵינוּ בְּתוֹכוֹ            |
|           | Pero no nos hubira suplido nuestras necesidades durante los cuarenta años por el desierto, | v'lo sipek tzorkenu bamidbar arba'im shana, | וְלֹא סִפֵּק צָרַכֵּנוּ בַּמִּדְבָּר אַרְבָּעִים שָׁנָה |
|           | — Nos habría bastado.                                                                      | dayeinu!                                    | דַּיֵּנוּ                           |
| Verso 9:  |                                                                                            |                                             |                                |
|           | Si nos hubiese suplido nuestras necesidades durante los cuarenta años por el desierto,     | Ilu sipeik tzorkenu bamidbar arba'im shana, | אִלּוּ סִפֵּק צָרַכֵּנוּ בַּמִּדְבָּר אַרְבָּעִים שָׁנָה |
|           | Pero no nos hubiera alimentado con el maná,                                                | v'lo he'ejilanu et haman,                   | וְלֹא הֶאֱכִילָנוּ אֶת הַמָּן             |
|           | — Nos habría bastado.                                                                      | dayeinu!                                    | דַּיֵּנוּ                           |
| Verso 10: |                                                                                            |                                             |                                |
|           | Si nos hubiese alimentado con el maná,                                                     | Ilu he'ejilanu et haman,                    | אִלּוּ הֶאֱכִילָנוּ אֶת הַמָּן             |
|           | Pero no nos hubiera dado el Shabbat,                                                       | v'lo natan lanu et hashabbat,               | וְלֹא נָתַן לָנוּ אֶת הַשַּׁבָּת            |
|           | — Nos habría bastado.                                                                      | dayeinu!                                    | דַּיֵּנוּ                           |
| Verso 11: |                                                                                            |                                             |                                |
|           | Si nos hubiese dada el Shabbat,                                                            | Ilu natan lanu et hashabbat,                | אִלּוּ נָתַן לָנוּ אֶת הַשַּׁבָּת            |
|           | Pero no nos hubiera acercado al Monte Sinaí,                                               | v'lo keirvanu lifnei har sinai,             | וְלֹא קֵרְבָנוּ לִפְנֵי הַר סִינַי         |
|           | — Nos habría bastado.                                                                      | dayeinu!                                    | דַּיֵּנוּ                           |
| Verso 12: |                                                                                            |                                             |                                |
|           | Si nos hubiese acercado al Monte Sinaí,                                                    | Ilu keirvanu lifnei har sinai,              | אִלּוּ קֵרְבָנוּ לִפְנֵי הַר סִינַי         |
|           | Pero no nos hubiera dado la Torá,                                                          | v'lo natan lanu et hatorah,                 | וְלֹא נָתַן לָנוּ אֶת הַתּוֹרָה           |
|           | — Nos habría bastado.                                                                      | dayeinu!                                    | דַּיֵּנוּ                           |
| Verso 13: |                                                                                            |                                             |                                |
|           | Si nos hubiese dado la Torá,                                                               | Ilu natan lanu et hatorah,                  | אִלּוּ נָתַן לָנוּ אֶת הַתּוֹרָה           |
|           | Pero no nos hubiera ingresado en la Tierra Prometida,                                      | v'lo hijnisanu l'eretz isra'el,             | וְלֹא הִכְנִיסָנוּ לְאֶרֶץ יִשְׂרָאֵל         |
|           | — Nos habría bastado.                                                                      | dayeinu!                                    | דַּיֵּנוּ                           |
| Verso 14: |                                                                                            |                                             |                                |
|           | Si nos hubiese ingresado en la Tierra Prometida,                                           | Ilu hijnisanu l'eretz isra'el,              | אִלּוּ הִכְנִיסָנוּ לְאֶרֶץ יִשְׂרָאֵל         |
|           | Pero no nos hubiera construido el Templo,                                                  | v'lo banah lanu et beit hamikdash,          | וְלֹא בָּנָה לָנוּ אֶת בֵּית הַמִּקְדָּשׁ       |
|           | — Nos habría bastado.                                                                      | dayeinu!                                    | דַּיֵּנוּ                           |